# ویلسون (ایندیانا)
ویلسون (به انگلیسی: Wilson) یک منطقهٔ مسکونی در ایالات متحده آمریکا است که در شهرستان کلارک، ایندیانا واقع شده‌است. ویلسون ۱۵۵٫۱۵ متر بالاتر از سطح دریا واقع شده‌است.